# بمباران سامسون
بمباران سامسون (به انگلیسی: Bombardment of Samsun) یک عملیات دریایی بود که توسط نیروی دریایی یونان و نیروی دریایی ایالات متحده آمریکا علیه شهر سامسون در ترکیه در سال ۱۹۲۲ انجام شد. کشتی‌های جنگی ۴۰۰ گلوله توپ به سمت شهر شلیک کردند و در عوض تنها توپ جنگی ترکیه در شهر ۲۵ گلوله را به سمت آنها شلیک کرد. این بمباران تقریباً سه ساعت به طول انجامید (۱۵: ۰۲–۱۸: ۰۰).